# Antonio de Riera

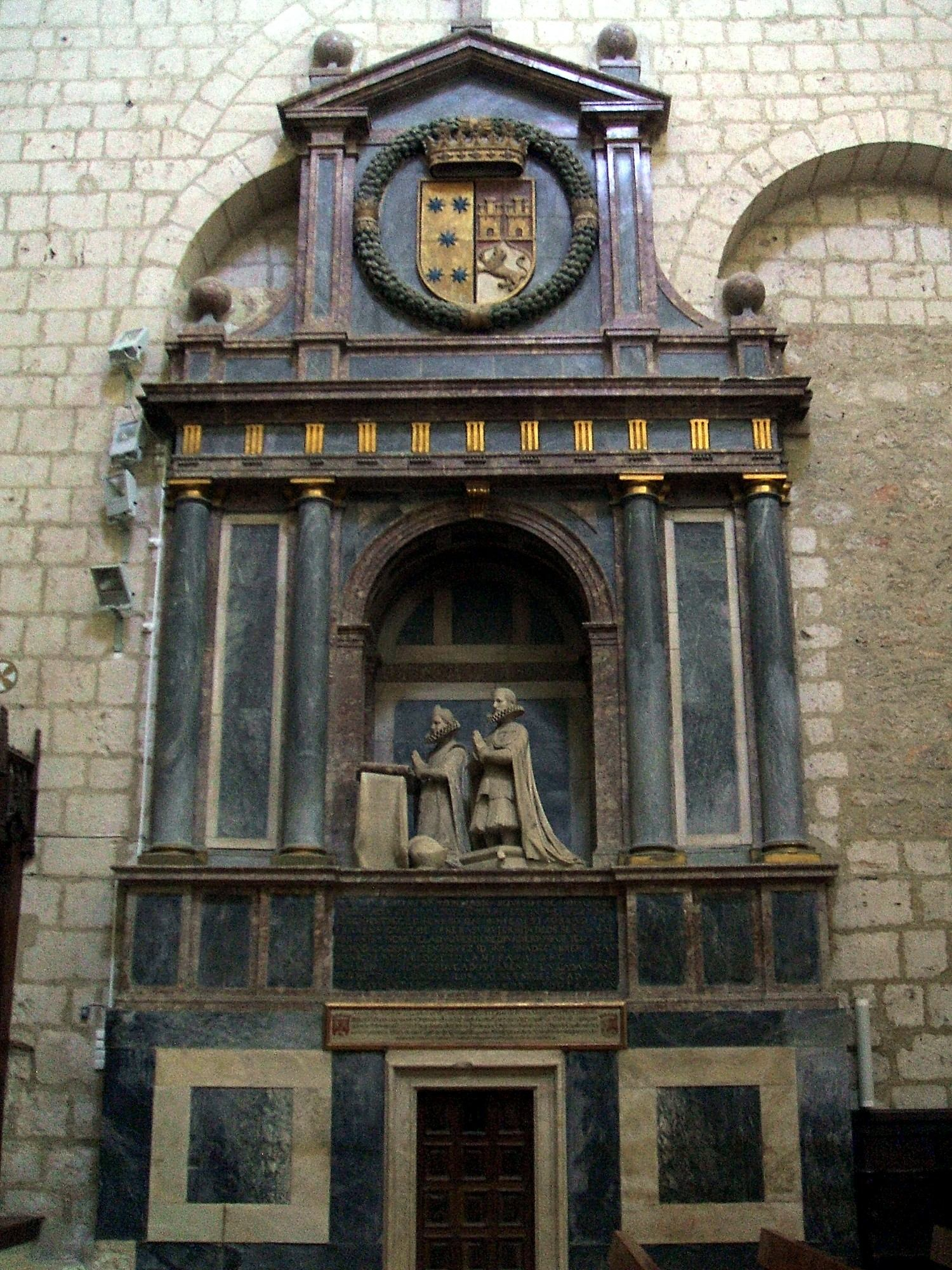
Sepulcro de los Marqueses de Poza. Convento de San Pablo (Palencia)

Antonio de Riera (Arenys de Mar,1578 - 1638) fue un escultor barroco de origen catalán.
Desarrolló buena parte de su carrera en Castilla, en el ámbito de la corte, por lo que conoció las obras de los Leoni y de Gregorio Fernández. Trabajó el mármol, algo no muy habitual en los escultores peninsulares de la época, y de este material son los sepulcros de los marqueses de Poza en la iglesia del Convento de San Pablo en Palencia. Obra similar son las estatuas de los marqueses de Santa Cruz en el palacio del Viso del Marqués.

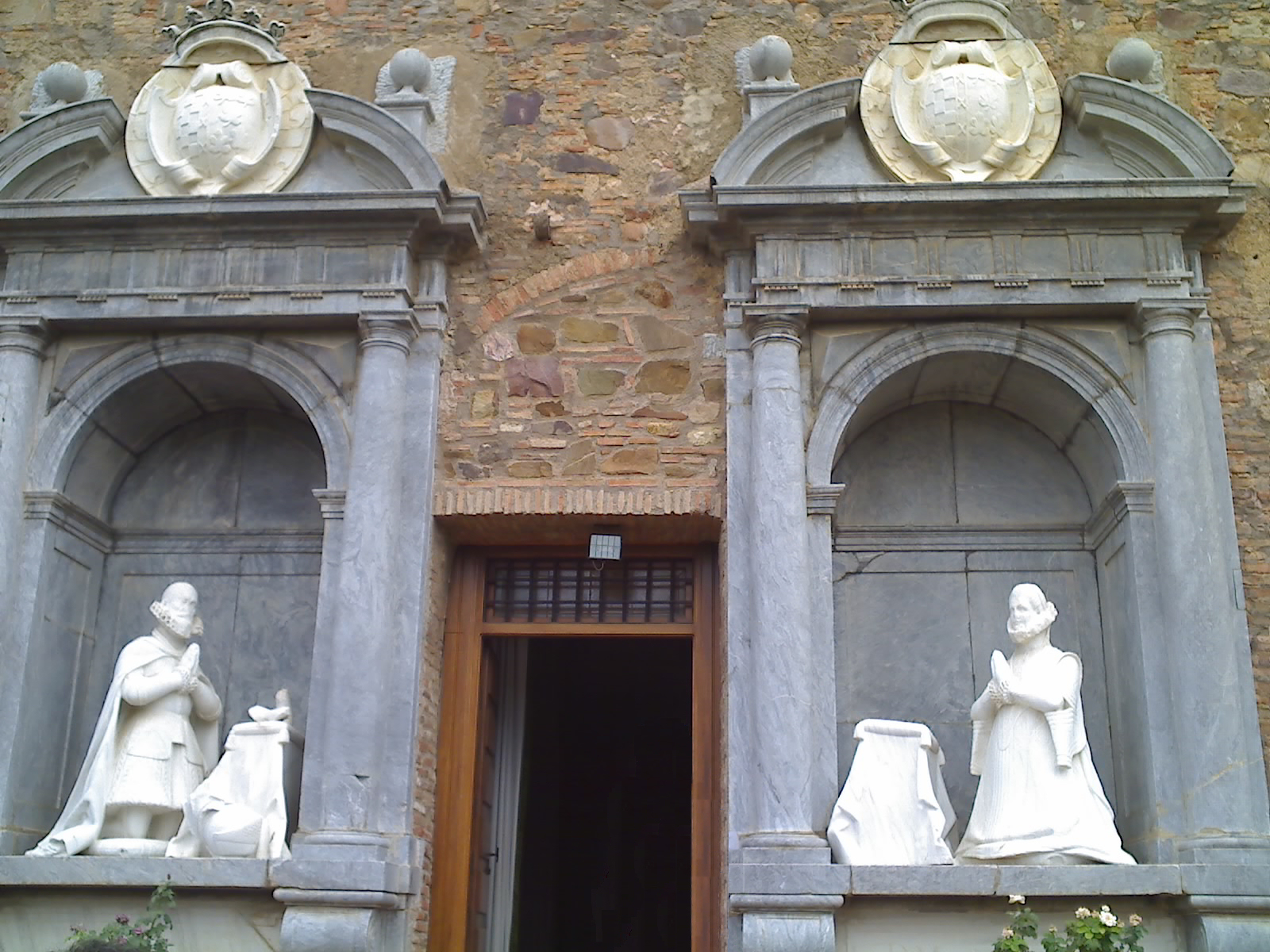
Palacio del Marqués de Santa Cruz en el Viso del Marqués (Ciudad Real)
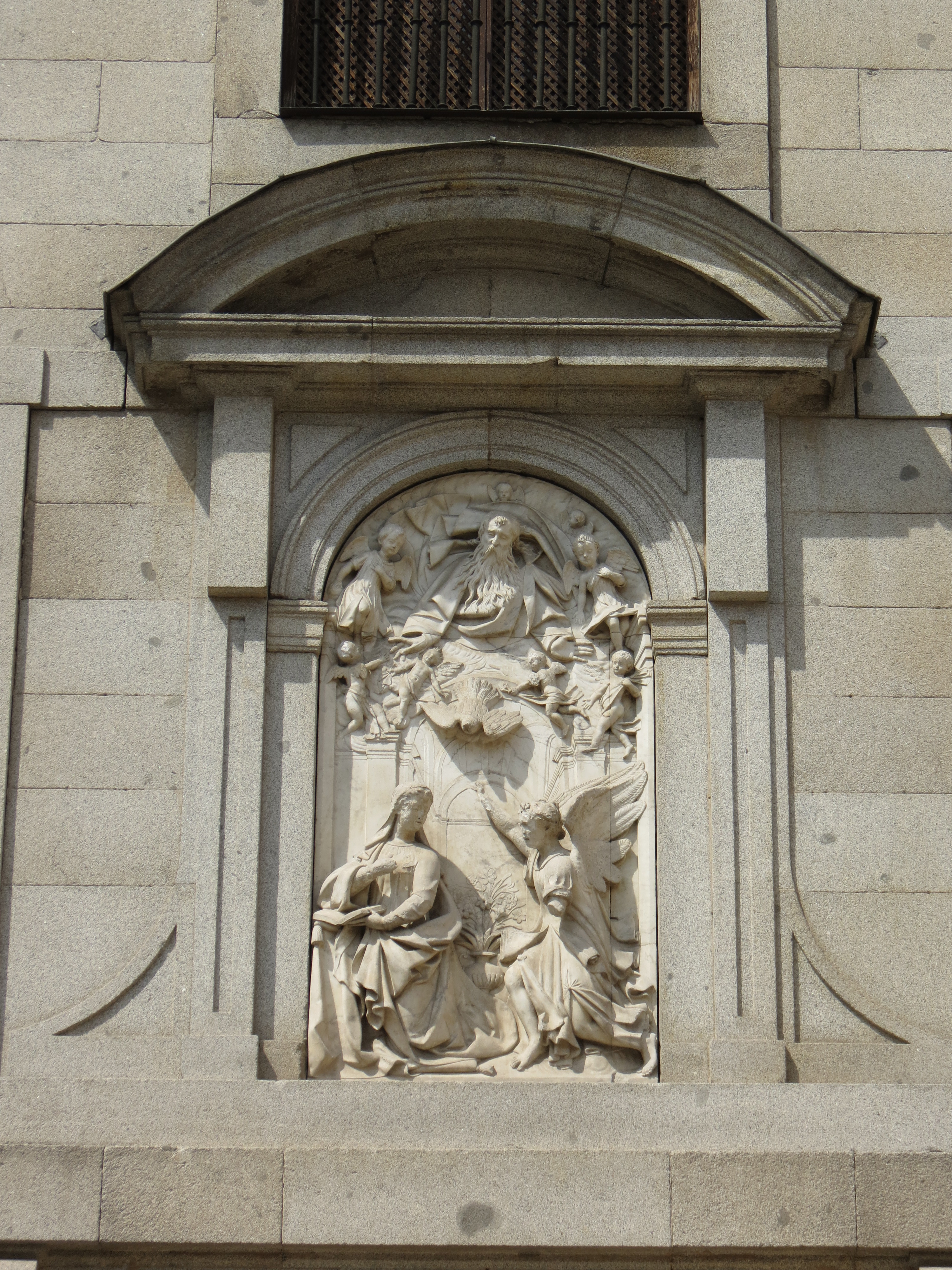
Real Monasterio de la Encarnación (Madrid)